# Tontxu

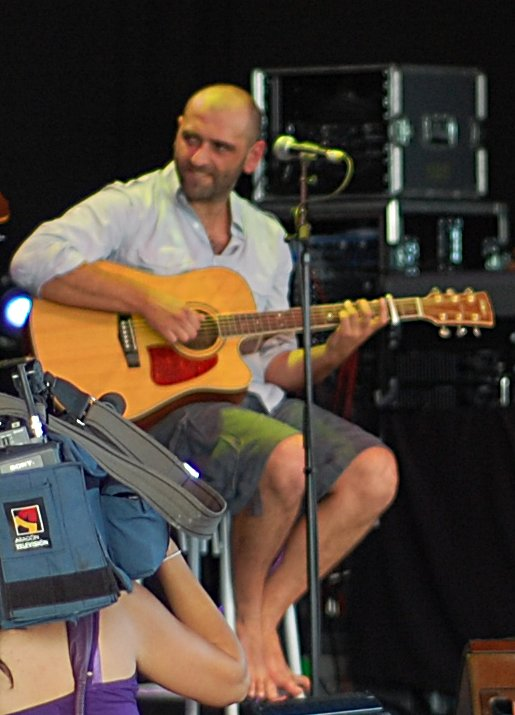
Tontxu (2008)

Juan Antonio Ipiña García, bekannt als Tontxu (* 17. August 1973 in Bilbao), ist ein spanischer Liedermacher.
Tontxu arbeitete in „40 Principales“ in Bilbao. Er spielte im Café Libertad 8 (Madrid), wo er  Rosana Arbelo, Andrés Molina, Rogelio Botanz oder Paco Bello traf.

## Diskografie
- Se vende: 1997 (Emi-Odeón). Mit Marilia Andrés Casares, Hijas del sol und Kepa Junkera.
- Corazón de mudanza: 1998. Mit Olga Cerpa (Mestisay).
- Con un canto en los dientes: 2000. Mit Inma Serrano "Volvería a tropezar en esa piedra".
- Tontxu Básico
- Contacto con la realidad:  2004.
- Cuerdas vocales y consonantes: 2005 (Produzent Nacho Béjar).
- En el nombre del padre: 2008.
- Tontxu SOLO: 2013.